# Alfonso Pérez de Guzmán, V duca di Medina Sidonia

Stemma del Duca di Medina Sidonia

Alfonso Pérez de Guzmán y de Guzmán-Zúñiga' (febbraio ... – 1549) fu il quinto duca di Medina Sidonia.

## Biografia
Era figlio di Juan Alfonso Pérez de Guzmán, III duca di Medina Sidonia e divenne duca nel 1512 alla morte del fratellastro Enrique Pérez de Guzmán, quarto duca di Medina Sidonia, morto senza figli.
Fu dichiarato "impotente e stupido" ("mentecato" nello spagnolo del XVI secolo) dal re Carlo I di Spagna. Dopo la sua morte sua moglie Anna d'Aragona, figlia illegittima di Alfonso d'Aragona, arcivescovo di Saragoza e cugino del re, ne sposò il fratello, il sesto duca.